# 英巴扎街道
英巴扎街道，是中华人民共和国新疆维吾尔自治区阿克苏地区阿克苏市下辖的一个乡镇级行政单位。

## 行政区划
英巴扎街道下辖以下地区：
霍加买里社区、英巴扎社区、英买里社区、英巴格社区、巴格其社区、西园社区和林园社区。